# Daniel Lagache
Daniel Lagache (pronunciación aproximada del apellido: lagásh) (París, 3 de diciembre de 1903-ídíd. 3 de diciembre de 1972) fue un psiquiatra, psicoanalista y criminólogo francés.
Ingresó en la École Normale Supérieure en el año 1924 teniendo como compañeros a Jean-Paul Sartre y a Paul Nizan. Pronto Lagache se destacó en filosofía y en un primer acercamiento a la psicología, en especial por la psicopatología, es de este modo que por consejo de su profesor G. Dumas inició sus estudios de medicina y psicoanálisis.
Durante la primera etapa de sus investigaciones fue inspirado por el existencialismo y la fenomenología, en particular se hizo notoria la influencia de Karl Jaspers. Luego, sin dejar tales influjos, resultó más fuertemente influido por Freud a través de Rudolph Loewenstein.
En 1947 pasó a estar a cargo de la carrera de psicología en La Sorbonne y en 1955]fue titular de la carrera de psicopatología en la misma universidad. En 1963 fue expulsado junto a Lacan de la Sociedad Psicoanalítica de París y de la IPA (Asociación Psicoanalítica Internacional) tras haber denunciado ambos que tales instituciones tergiversaban la teoría freudiana y se aproximaban al conductismo o se estancaban en un conformismo carente de innovación y carente de profundización de la teoría freudiana. En ese mismo año (1953), Lagache fue junto a Lacan, y Dolto, uno de los dos fundadores de la Sociedad Francesa de Psicoanálisis institución de la cual fue el primer presidente. Desde esta posición fue el promotor y director del proyecto de un Diccionario de psicoanálisis, que recogiera los términos y conceptos centrales de la disciplina. El diccionario fue escrito por Jean Laplanche y Jean-Bertrand Pontalis y fue publicado en 1967, llegando pronto a transformarse en una obra estándar en el área del Psicoanálisis.
En 1963 Lagache fundó la Asociación Psicoanalítica de Francia de la cual fue también su primer presidente.
Lagache se especializó en la criminología, abordándola con un enfoque fenomenológico y existencialista en el cual enfatizaba las causas sociales de la psicopatología.

## Principales obras
- Las alucinaciones verbales y la palabra (1934)
- Psicología experimental y psicología clínica (1939)
- Los celos amorosos (1947)
- La unidad de la psicología (1949)
- El psicoanálisis (1955)
- Psicoanálisis y estructura de la personalidad (1961)
- Fantasía, realidad y verdad (1963)